# Ґжимкі
Ґжимкі (пол. Grzymki) — село в Польщі, у гміні Пшитули Ломжинського повіту Підляського воєводства.
Населення — 66 осіб (2011).
У 1975—1998 роках село належало до Ломжинського воєводства.

## Демографія
Демографічна структура станом на 31 березня 2011 року:
|          | Загалом | Допрацездатний вік | Працездатний вік | Постпрацездатний вік |
| -------- | ------- | ------------------ | ---------------- | -------------------- |
| Чоловіки | 33      | 7                  | 24               | 2                    |
| Жінки    | 33      | 8                  | 16               | 9                    |
| Разом    | 66      | 15                 | 40               | 11                   |